# فضاء الحالة

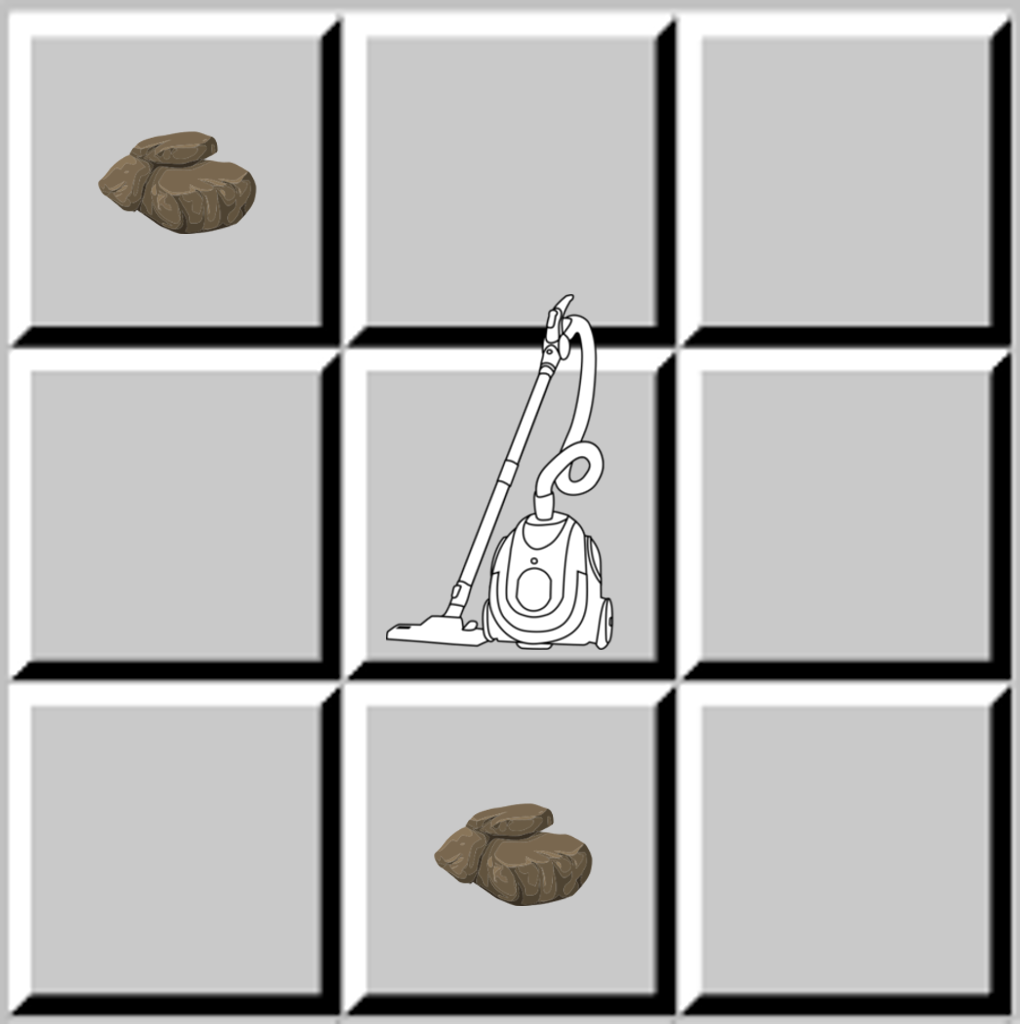

فضاء الحالة أو الفضاء الوضعي (بالإنجليزية: state space)‏ هو مصطلح يستخدم في علم التحكم ويصف قيمًا محددة يمكن لنظام أو عملية اتخاذها، فعلى سبيل المثال: نظام عدّ الزبائن المنتظرين في طابور يمكنه اتخاذ القيم 3,2,1،...
يمكن تقريب ووصف أي نظام عن طريق الفضاء الحالي.
الشعاع الحالي هو إجمال الأوضاع أو الحالات الفردية. يتحرك هذا الشعاع في الفضاء الحالي.